# باغ پرندگان والزروده
باغ پرندگان والزروده (انگلیسی: Weltvogelpark Walsrode) که با نام وِت‌ووگل پارک هم شناخته می‌شود، یک باغ پرندگان است که در شمال آلمان و در محدوده بوملیتس، والزروده نیدرزاکسن آلمان قرار دارد. وِت‌ووگل پارک بزرگترین پارک پرندگان جهان از دیدگاه گونه‌ها و همچنین مساحت زمین است. با وجود آنکه این پارک از دیدگاه تنوع گونه‌ها سرآمد است اما باغ پرندگان جورونگ در کشور سنگاپور پذیرای بیشترین تعداد پرندگان است. مساحت باغ پرندگان والزروده ۲۴ هکتار (۵۹ جریب فرنگی) است و حدود ۴۰۰۰ پرنده در بیش از ۵۴۰ گونه از قاره‌های مختلف و مناطق آب و هوایی متفاوت جهان را در خود جای داده‌است. در سال ۲۰۱۲ میلادی بود که این پارک، پنجاهمین سالگرد افتتاح خود را جشن گرفت.
باغ پرندگان والزروده در سال ۱۹۶۲ توسط یک تاجر محلی برای پرورش خصوصی قرقاول‌ها و پرندگان آبی تاسیس شد. دختر و همسر این تاجر نیز در همان سال و به منظور تبدیل‌نمودن آن به یک مرکز حفاظتی با قابلیت بازدید عمومی، مساحت آن را در همان ۶ سال نخست به ۲ برابر رساندند. به دلیل مشکلات تجاری، این پارک در سال ۲۰۰۰ به مالکیت جدید منتقل شد و آنها نمایش‌های پروازی بیشتری را ارائه کردند که در جذب تعداد بیشتری از بازدیدکنندگان مؤثر بود. با وجود این، تعداد بازدیدکنندگان در سال ۲۰۰۸ به ۲۸۰۰۰۰ نفر کاهش یافت و این میزان حدود ۵۰۰۰۰ نفر کمتر از آن چیزی بود که برای سودآوری لازم بود. در مارس ۲۰۰۹ نیز با مداخله شرکت بلژیکی فلوروکس از ورشکستگی این پارک عظیم جلوگیری شد

## نگارخانه

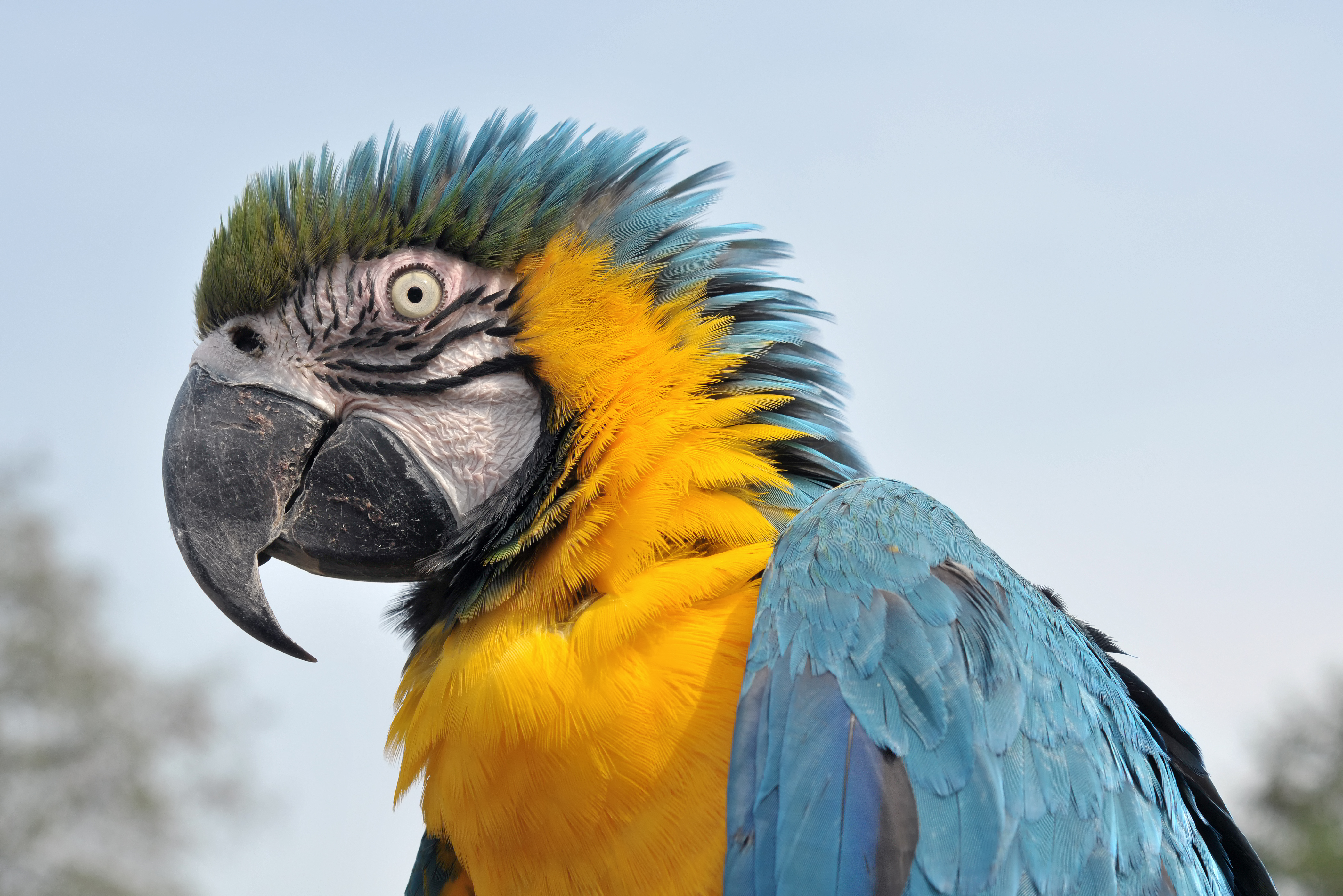
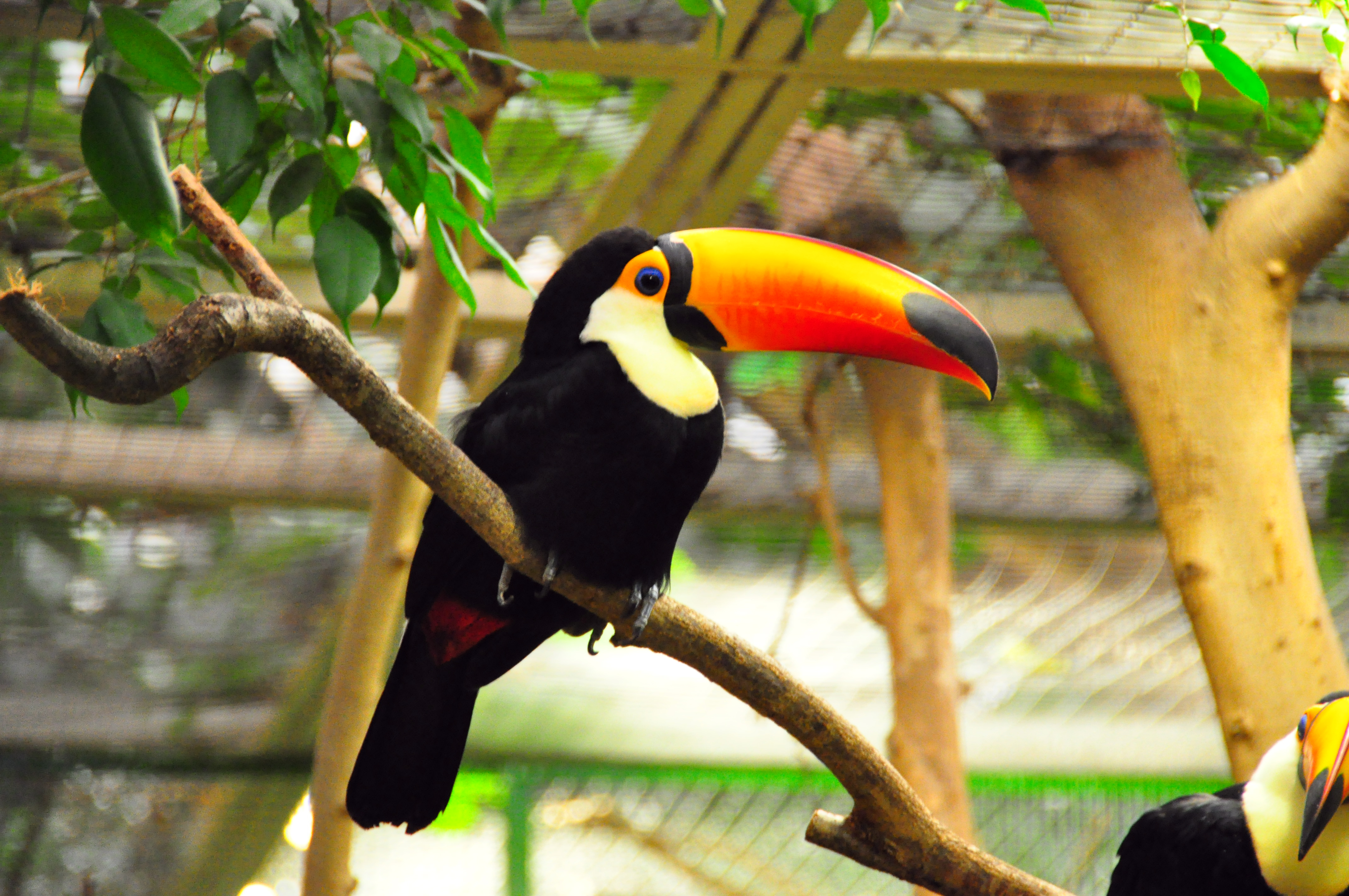
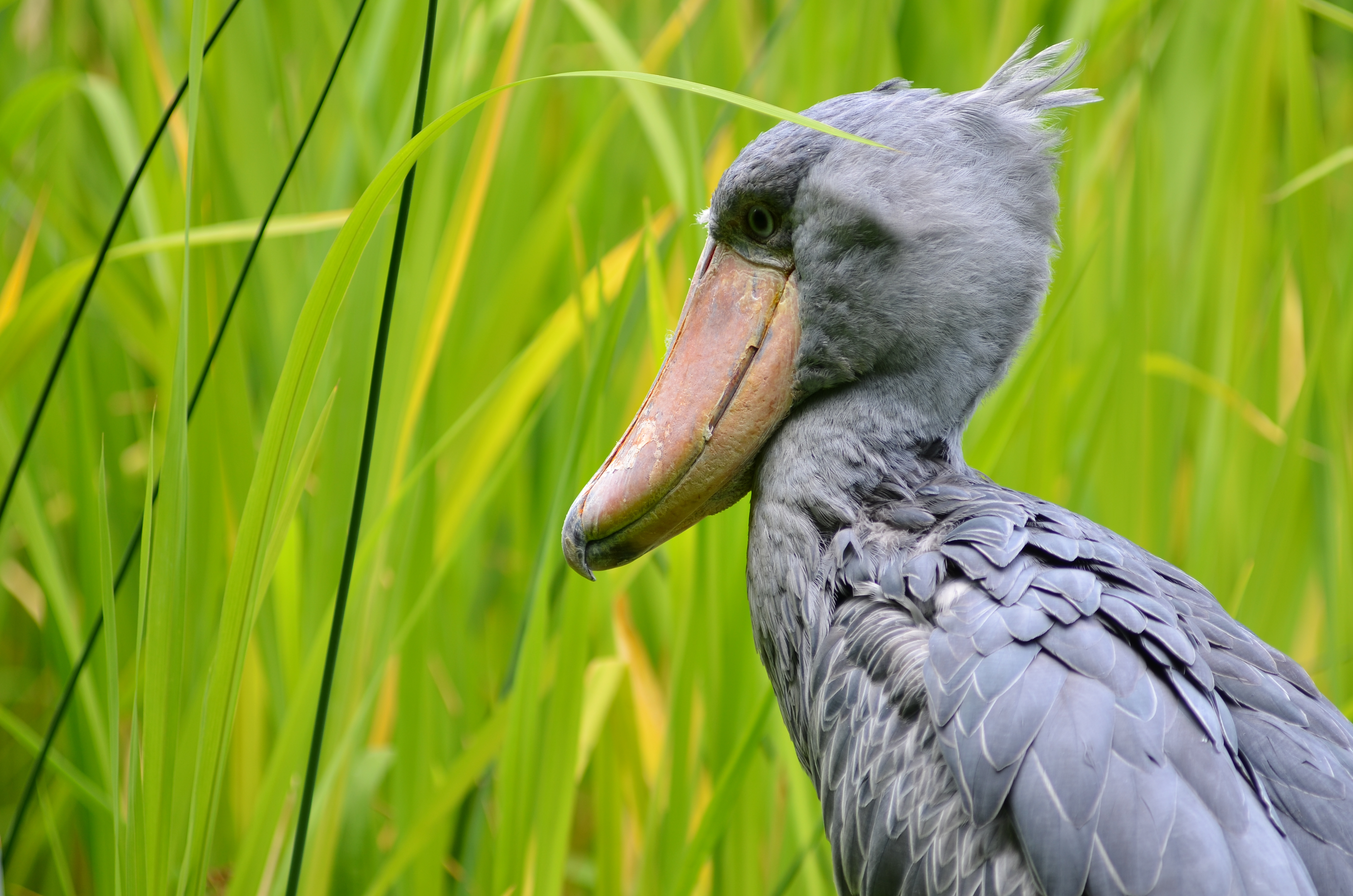
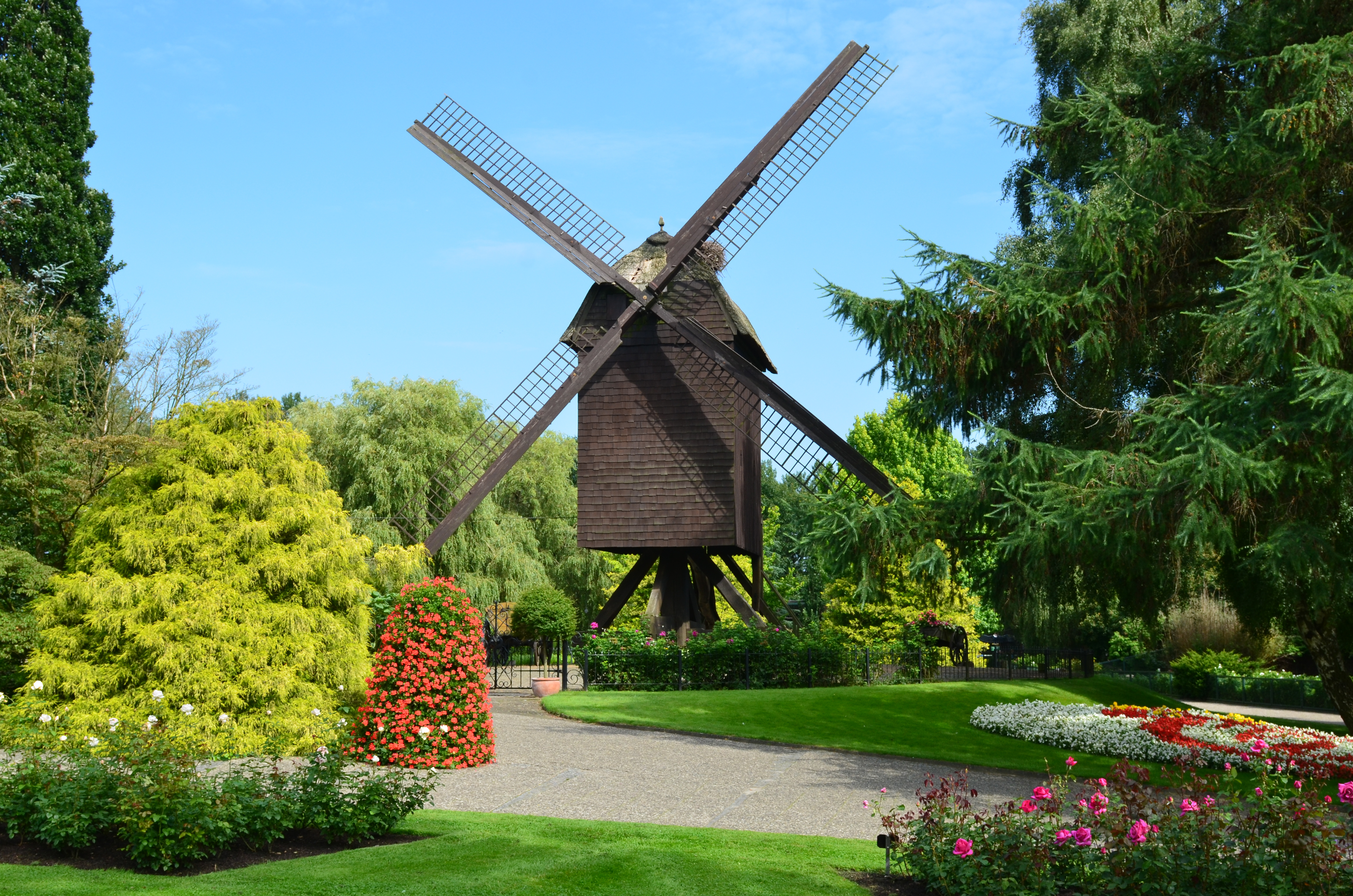